# Theonina linyphioides
Theonina linyphioides là một loài nhện trong họ Linyphiidae.
Loài này thuộc chi Theonina. Theonina linyphioides được J. Denis miêu tả năm 1937.